# Molophilus (Austromolophilus) acutistylus
Molophilus (Austromolophilus) acutistylus is een tweevleugelige uit de familie steltmuggen (Limoniidae). De soort komt voor in het Australaziatisch gebied.